# Szmrecsányi Lajos
Szmrecsányi Szmrecsányi Lajos György Félix Márk (Daróc, 1851. április 26. – Eger, 1943. január 28.) katolikus pap, egri érsek.

## Pályafutása
Az ősrégi nemesi származású szmrecsányi Szmrecsányi család sarja. Atyja, Szmrecsányi Ödön (1812–1887), anyja, báró berzeviczei és kakaslomniczi Berzeviczy Mária (1819–1888) asszony volt. Szmrecsányi Pál szepesi, majd váradi püspök és Szmrecsányi Miklós művészettörténész testvére. Középiskolai tanulmányait Debrecenben és Eperjesen végezte. 1867 és 1872 között végezte el a teológiát Egerben. 1873. augusztus 28-án szentelték pappá.
1873-tól Kápolnán, 1876-tól Miskolcon volt káplán, majd utóbbi helyen helyettes plébános; nevéhez fűződik az egyházközség önkormányzatának életre hívása. 1882-től érseki szertartóként, majd 1891-től titkárként, 1901-től irodaigazgatóként szolgált.

### Püspöki pályafutása
1904. november 14-én magydusi címzetes püspökké és egri segédpüspökké nevezték ki. 1905. április 30-án szentelte püspökké Samassa József egri érsek, Párvy Sándor szepesi és Radnai Farkas besztercebányai püspök segédletével. 
1912. március 26-án cyrrhusi címzetes érsekké és egri koadjutor érsekké nevezték ki. Augusztus 20-tól, Samassa József halálával került az érseki székbe. 1912-től 1918-ig a Főrendiház tagja. Az első világháború alatt az érseki palotában hadikórházat működtetett. 1917-től a Magyar Tudományos Akadémia igazgatósági tagja, a Szent István Akadémia igazgatótanácsának tagja volt. A Tanácsköztársaság alatt kétszer letartóztatták. 1927-ben a magyar kormány őt szerette volna az esztergomi érseki székben látni, ám XI. Piusz pápa azt a fiatalabb és még nem is püspök Serédi Jusztiniánnak adományozta. Szmrecsányi viszont 1943-ban bekövetkezett haláláig újra a felsőház tagja volt.

## Emlékezete
Az érsekről 2019. január 31-én közteret neveztek el Egerben Szmrecsányi Lajos Érsekkert néven.